# El Solà de Sant Esteve
El Solà de Sant Esteve fou una masia de grans dimensions i actualment en ruïnes, d'origen medieval. Fou durant segles una quadra amb autonomia civil, el 1847 passa a formar part del municipi de Santa Maria d'Oló. A l'extrem meridional del terme de Santa Maria d'Oló (Moianès), de la parròquia de Sant Joan d'Oló. La masia Solà de Sant Esteve, amb ferms arcs gòtics, és coneguda des del 1270; és una antiga masia en l'actualitat ensorrada. El Molí del Solà de Sant Esteve és conserva dempeus. La capella de Sant Esteve fou construïda el 1682, dalt un turonet proper al mas. No té culte.